# Holland (album)
Holland je devetnajsti album ameriške glasbene skupine z The Beach Boys. Izšel je 1973 pri založbi Brother Records.

## Seznam skladb
1. "Sail On, Sailor" - 3:20
2. "Steamboat" - 4:33
3. "California Saga: Big Sur" - 2:56
4. "California Saga: The Beaks of Eagles" - 3:49
5. "California Saga: California"	- 3:21
6. "The Trader" - 5:04
7. "Leaving This Town" - 5:49
8. "Only with You" - 2:59
9. "Funky Pretty" - 4:09